# 词根
词根（root, root word）又称语根、根词，是基本构词的基本词素，与词缀相对并携带主要词汇信息。

## 类型
词根有两种，能够独立构词的为自由语素（free root），必须与其他词素组合构词的是不自由语素（bound root）。

## 闪米特语族的詞根
闪米特语族的詞根是各種語言中比較特別的一種，因為他們的詞根都由三個辅音组成。以下希伯來語（罗马化版，原拼写是 ג - ד - ל  ，注意希伯来文字由右至左及通常省不标元音）的例子中：
gdl 是所有表示“大”這個字的詞根，但不是詞語，也不包含任何時態。
gadol 是“大”的陽性形容詞。
gdola 是“大”的陰性形容詞。
giddel 是“他在種植......”的及物動詞形式。
gadal 是“他在種植”的不及物動詞形式。
higdil 是“他在放大......”的及物動詞形式。
magdelet 是“放大鏡”的意思（名詞）。

## 外部連結
- Virtual Salt Root words and prefixes
- American Heritage Dictionary list of Indo-European roots（页面存档备份，存于）
- Espindle - Greek and Latin Root Words